# BAC Films
Bac Films Distribution (aussi appelée 
Bac Films et parfois typographié BAC Films), est une société de distribution de films créé en 1986 par Jean Labadie, Éric Heumann et Stéphane Sorlat et basée à Paris
.

## Activités
La prise de participation, dès 1988, de Vivendi, d'abord à hauteur de 10 % puis 20 %, permet à Bac Films de mener à bien la distribution de films qui sont des succès commercieux: 
- en 1990, Sailor et Lula, Palme d'or à Cannes
- en 1991, Barton Fink et Tous les matins du monde
- en 1992 ,Indochine et Le Zèbre,
- en 1993, La Leçon de piano,

confirment la place éminente de Bac Films dans la distribution indépendante.
Bac Films entreprend en 1994 une diversification dans l'exploitation cinématographique avec la création de la société Les Écrans de Paris, en association avec Simon Simsi. En 1997, le pôle exploitation de salles est créé sous le nom Majestic, et le groupe se réorganise autour de la holding Alicar : Bac Films (distribution), Majestic (exploitation) et Séance Privée (événementiel). Premier distributeur en 1998, Bac Films créé Mars Films, qui lui permet alors d'assurer la diffusion de ses nombreuses acquisitions.
Le groupe est introduit en bourse en 2000 et prend le nom de Bac Majestic. Il connaît deux ans plus tard une grave crise financière, qui l'oblige à se séparer de sa branche exploitation. En 2003, la société Millimages devient actionnaire majoritaire de Bac Films. Jean Labadie, fondateur du groupe, en sera évincé en 2007. Roch Lener prend alors la direction de la société.
En octobre 2013, la société est à nouveau cédée, David Grumbach en est le nouveau Président.
En 2020, Bac Films signe L'appel des 50, une tribune visant à alerter l'état français sur la situation préoccupante du support physique. Pour défendre l'édition vidéo DVD, Blu-ray et Ultra HD, cinquante sociétés participent à la tribune parmi lesquelles Carlotta, Condor Entertainment, Le Chat qui fume ou Koba.
En avril 2025, les trois entités composant Bac Films entrent dans une procédure de redressement judiciaire.
Le catalogue est constitué aussi bien de titres étrangers que français. Bac Films a distribué plus de 500 films depuis sa création, dont 10 ont obtenu la Palme d'or au Festival de Cannes. Le dernier en date est Sans Filtre, Palme d'or en 2022.
Bac Films fait partie du syndicat DIRE, qui regroupe plusieurs distributeurs indépendants tels que Diaphana, Pyramide Distribution, Memento Films ou Rezo Films.

## Filmographie partielle
Le catalogue des films distribués par Bac Films est visible sur le site officiel de la société

### Années 1980 - 1990
| Année de 1re sortie | Titre français                | Titre original (si différent) | Réalisateur(s)                  | Pays d'origine(s)                   |
| ------------------- | ----------------------------- | ----------------------------- | ------------------------------- | ----------------------------------- |
| 1986                | Le Diable au corps            | Diabolo in Corpo              | Marco Bellocchio                | Italie, France                      |
| 1990                | Sailor et Lula                | Wild at Heart                 | David Lynch                     | États-Unis                          |
| 1990                | Un thé au Sahara              | The Sheltering Sky            | Bernardo Bertolucci             | Royaume-Uni, Italie                 |
| 1991                | Barton Fink                   | -                             | Joel Coen                       | États-Unis                          |
| 1992                | Les Meilleures Intentions     | Den Goda Viljan               | Bille August                    | Danemark                            |
| 1992                | Indochine                     | -                             | Régis Wargnier                  | France                              |
| 1993                | La Leçon de piano             | The Piano                     | Jane Campion                    | Australie, France, Nouvelle-Zélande |
| 1994                | Farinelli                     | -                             | Gérard Corbiau                  | Italie, France, Belgique            |
| 1994                | Pulp Fiction                  | -                             | Quentin Tarantino               | États-Unis                          |
| 1995                | Le Bonheur Est Dans le Pré    | -                             | Étienne Chatiliez               | France                              |
| 1995                | L'Appât                       | -                             | Bertrand Tavernier              | France                              |
| 1996                | Microcosmos                   | -                             | Claude Nuridsany,Marie Pérennou | France, Suisse, Italie              |
| 1996                | Les Voleurs                   | -                             | André Téchiné                   | France                              |
| 1996                | Un air de famille             | -                             | Cédric Klapisch                 | France                              |
| 1996                | Crash                         | -                             | David Cronenberg                | Canada, France, Royaume-Uni         |
| 1997                | Donnie Brasco                 | -                             | Mike Newell                     | États-Unis                          |
| 1997                | Tout le monde dit I love you  | Everybody says I love you     | Woody Allen                     | États-Unis                          |
| 1998                | La vie est belle              | La Vita è bella               | Roberto Benigni                 | Italie                              |
| 1998                | Scream 2                      | -                             | Wes Craven                      | États-Unis                          |
| 1998                | Halloween, 20 ans après       | Hallwoeen H20: 20 Years Later | Steve Miner                     | États-Unis                          |
| 1998                | Jackie Brown                  | -                             | Quentin Tarantino               | États-Unis                          |
| 1998                | Will Hunting                  | Good Will Hunting             | Gus Van Sant                    | États-Unis                          |
| 1999                | Himalaya, L'Enfance d'un chef | -                             | Éric Valli                      | Royaume-Uni, France, Suisse         |
| 1999                | La Neuvième Porte             | The Ninth Gate                | Roman Polanski                  | Espagne, France, États-Unis         |
| 1999                | The Faculty                   | -                             | Robert Rodriguez                | États-Unis                          |
| 1999                | Ça commence aujourd'hui       | -                             | Bertrand Tavernier              | France                              |
| 1999                | Personne n'est parfait(e)     | Flawless                      | Joel Schumacher                 | États-Unis                          |

### Années 2000
| Année de 1re sortie | Titre français                                | Titre original (si différent)    | Réalisateur(s)                                   | Pays d'origine(s)                       |
| ------------------- | --------------------------------------------- | -------------------------------- | ------------------------------------------------ | --------------------------------------- |
| 2000                | Scary Movie                                   | -                                | Keenen Ivory Wayans                              | États-Unis                              |
| 2000                | O'Brother                                     | O'Brother, Where Art Thou?       | Joel Coen, Ethan Coen                            | États-Unis, France, Royaume-Uni         |
| 2000                | Jet Set                                       | -                                | Fabien Onteniente                                | France                                  |
| 2000                | Scream 3                                      | -                                | Wes Craven                                       | États-Unis                              |
| 2001                | Les Autres                                    | The Others                       | Alejandro Amenábar                               | France, États-Unis, Italie, Espagne     |
| 2001                | Le Peuple migrateur                           | -                                | Jacques Perrin,Jacques Cluzaud,Michel Debats     | France, Allemagne, Italie               |
| 2001                | Mulholland Drive                              | Mulholland Dr                    | David Lynch                                      | États-Unis, France                      |
| 2001                | Chaos                                         | -                                | Coline Serreau                                   | France                                  |
| 2001                | Absolument fabuleux                           | -                                | Gabriel Aghion                                   | France                                  |
| 2001                | Scary Movie 2                                 | -                                | Keenen Ivory Wayans                              | États-Unis                              |
| 2001                | La Chambre du fils                            | La Stanza del Figlio             | Nanni Moretti                                    | Italie, France                          |
| 2001                | Traffic                                       | -                                | Steven Soderbergh                                | États-Unis                              |
| 2001                | Ce que veulent les femmes                     | What Women Want                  | Nancy Meyers                                     | États-Unis                              |
| 2002                | Le Pianiste                                   | -                                | Roman Polanski                                   | France, Allemagne, Pologne, Royaume-Uni |
| 2002                | Décalage horaire                              | -                                | Danièle Thompson                                 | France, Royaume-Uni                     |
| 2002                | Trois zéros                                   | -                                | Fabien Onteniente                                | France                                  |
| 2002                | Monsieur Batignole                            | -                                | Gérard Jugnot                                    | France                                  |
| 2002                | Ali                                           | -                                | Michael Mann                                     | États-Unis                              |
| 2003                | La Prophétie des grenouilles                  | -                                | Jacques-Rémy Girerd                              | France                                  |
| 2003                | Zatōichi                                      | -                                | Takeshi Kitano                                   | Japon                                   |
| 2003                | Le Cœur des hommes                            | -                                | Marc Esposito                                    | France                                  |
| 2004                | Rois et Reine                                 | -                                | Arnaud Desplechin                                | France                                  |
| 2004                | La Demoiselle d'honneur                       | -                                | Claude Chabrol                                   | France, Allemagne, Italie               |
| 2004                | Genesis                                       | -                                | Marie Pérennou,Claude Nuridsany                  | France, Italie                          |
| 2004                | La Planète bleue                              | Deep Blue                        | Alastair Fothergill,Andy Byatt                   | Royaume-Uni, Allemagne                  |
| 2005                | La Véritable Histoire du Petit Chaperon rouge | Hoodwinked!                      | Cory Edwards (en),Todd Edwards,Tony Leech        | États-Unis                              |
| 2005                | Broken Flowers                                | -                                | Jim Jarmusch                                     | États-Unis                              |
| 2005                | Crustacés et Coquillages                      | -                                | Olivier Ducastel,Jacques Martineau               | France                                  |
| 2006                | The Last Show                                 | A Prairie Home Companion         | Robert Altman                                    | États-Unis                              |
| 2006                | Le Caïman                                     | Il Caimano                       | Nanni Moretti                                    | Italie, France                          |
| 2006                | La Planète blanche                            | -                                | Jean Lemire,Thierry Piantanida, Thierry Ragobert | France, Canada                          |
| 2007                | 4 mois, 3 semaines, 2 jours                   | 4 luni, 3 săptămâni şi 2 zile    | Cristian Mungiu                                  | Roumanie                                |
| 2007                | Caramel                                       | Sukkar banat / سكر بنات          | Nadine Labaki                                    | Liban                                   |
| 2007                | Les Chansons d'amour                          | -                                | Christophe Honoré                                | France                                  |
| 2008                | Niko, le petit renne                          | Niko - Lentäjän poika            | Michael Hegner,Kari Juusonen (fi)                | Finlande                                |
| 2008                | Un conte de Noël                              | -                                | Arnaud Desplechin                                | France                                  |
| 2008                | Chasseurs de dragons                          | -                                | Arthur Qwak,Guillaume Ivernel                    | France                                  |
| 2008                | Survivre avec les Loups                       | -                                | Véra Belmont                                     | France, Belgique, Allemagne             |
| 2009                | Les Vies privées de Pippa Lee                 | The Private Lifes of Pippa Lee   | Rebecca Miller                                   | États-Unis                              |
| 2009                | Mères et Filles                               | -                                | Julie Lopes-Curval                               | France, Canada                          |
| 2009                | La Vague                                      | Die Welle                        | Dennis Gansel                                    | Allemagne                               |
| 2009                | Jasper, pingouin explorateur                  | Jasper und das Limonadenkomplott | Eckart Fingberg,Michael Mädel,Udo Beissel        | Allemagne                               |

### Années 2010
| Année de 1re sortie | Titre français                  | Titre original (si différent) | Réalisateur(s)                    | Pays d'origine(s)                      |
| ------------------- | ------------------------------- | ----------------------------- | --------------------------------- | -------------------------------------- |
| 2010                | La Comtesse                     | The Countess                  | Julie Delpy                       | France                                 |
| 2011                | Nuit blanche                    | -                             | Frédéric Jardin                   | France, Belgique, Luxembourg           |
| 2012                | Niko, le petit renne 2          | Niko 2 - Lentäjäveljekset     | Kari Juusonen (fi), Jørgen Lerdam | Irlande, Danemark, Finlande, Allemagne |
| 2012                | Después de Lucía                | -                             | Michel Franco                     | Mexique, France                        |
| 2012                | Et si on vivait tous ensemble ? | -                             | Stéphane Robelin                  | Allemagne, France                      |
| 2013                | Les Opportunistes               | Il Capitale Umano             | Paolo Virzì                       | Italie, France                         |
| 2013                | Northwest                       | Nordvest                      | Michael Noer                      | Danemark                               |
| 2014                | White Bird                      | White Bird in a Blizzard      | Gregg Araki                       | France, États-Unis                     |
| 2015                | Le Grand Jeu                    | -                             | Nicolas Pariser                   | France                                 |
| 2015                | Taj Mahal                       | -                             | Nicolas Saada                     | France                                 |
| 2015                | La Volante                      | -                             | Christophe Ali,Nicolas Bonilauri  | France                                 |
| 2015                | Every Thing Will Be Fine        | -                             | Wim Wenders                       | Allemagne, Canada, Suède, France       |
| 2015                | Hungry Hearts                   | -                             | Saverio Costanzo                  | Italie                                 |
| 2015                | Snow Therapy                    | Turist                        | Ruben Östlund                     | Suède                                  |
| 2016                | Hedi, un vent de liberté        | Inhebek Hedi                  | Mohamed Ben Attia                 | Tunisie, Belgique, France              |
| 2016                | Mademoiselle                    | Agassi                        | Park Chan-wook                    | Corée du Sud                           |
| 2016                | Folles de joie                  | La Pazza Gioia                | Paolo Virzì                       | Italie                                 |
| 2016                | Soleil de plomb                 | Zvizdan                       | Dalibor Matanić                   | Croatie                                |
| 2016                | Arrête ton cinéma !             | -                             | Diane Kurys                       | France                                 |
| 2017                | The Square                      | -                             | Ruben Östlund                     | Suède, Allemagne France, Danemark      |
| 2017                | Les grands esprits              | -                             | Olivier Ayache-Vidal              | France                                 |
| 2017                | Ava                             | -                             | Léa Mysius                        | France                                 |
| 2017                | Les Oubliés                     | Under Sandet                  | Martin Zandvliet                  | Allemagne, Danemark                    |
| 2017                | Jackie                          | -                             | Pablo Larraín                     | États-Unis                             |
| 2018                | Leto                            | -                             | Kirill Serebrennikov              | Russie                                 |
| 2018                | Mon cher enfant                 | Weldi                         | Mohamed Ben Attia                 | Tunisie                                |
| 2018                | Frère Ennemis                   | -                             | David Oelhoffen                   | France                                 |
| 2018                | Le Poulain                      | -                             | Mathieu Sapin                     | France                                 |
| 2018                | Joueurs                         | -                             | Marie Monge                       | France                                 |
| 2018                | Jersey Affair                   | Beast                         | Michael Pearce                    | Royaume-Uni                            |
| 2018                | L'Échappée belle                | The Leisure Seeker            | Paolo Virzi                       | Italie, France                         |
| 2019                | Little Joe                      | -                             | Jessica Hausner                   | Autriche                               |
| 2019                | Alice et le Maire               | -                             | Nicolas Pariser                   | France                                 |
| 2019                | Mon frère                       | -                             | Julien Abraham                    | France                                 |
| 2019                | L'Époque                        | -                             | Matthieu Bareyre                  | France                                 |
| 2019                | Terra Willy, planète inconnue   | -                             | Éric Tosti                        | France                                 |
| 2019                | Funan                           | -                             | Denis Do                          | France                                 |
| 2019                | Un grand voyage vers la nuit    | Dìqiú zuìhòu de yèwǎn         | Bi Gan                            | Chine                                  |

### Années 2020
| Année de 1re sortie | Titre français                                                | Titre original (si différent) | Réalisateur(s)                        | Pays d'origine(s)                 |
| ------------------- | ------------------------------------------------------------- | ----------------------------- | ------------------------------------- | --------------------------------- |
| 2020                | L'Homme qui a vendu sa peau                                   | -                             | Kaouther Ben Hania                    | Tunisie                           |
| 2020                | Mignonnes                                                     | -                             | Maïmouna Doucouré                     | France                            |
| 2020                | Yakari, le film                                               | -                             | Xavier Giacometti, Toby Genkel        | France, Allemagne                 |
| 2020                | Mes jours de gloire                                           | -                             | Antoine de Bary                       | France                            |
| 2020                | Notre-Dame du Nil                                             | -                             | Atiq Rahimi                           | France, Belgique Rwanda           |
| 2020                | Les Enfants du Temps                                          | Tenki no ko                   | Makoto Shinkai                        | Japon                             |
| 2021                | La Fièvre de Petrov'                                          | Петровы в гриппе              | Kirill Serebrennikov                  | France, Russie                    |
| 2021                | Mon Légionnaire                                               | -                             | Rachel Lang                           | France                            |
| 2021                | My Zoé                                                        | -                             | Julie Delpy                           | France, Royaume-Uni               |
| 2021                | Villa Caprice                                                 | -                             | Bernard Stora                         | France                            |
| 2022                | La Passagère                                                  | -                             | Héloïse Pelloquet                     | France                            |
| 2022                | Le Petit Nicolas : Qu'est-ce qu'on attend pour être heureux ? | -                             | Benjamin Massoubre et Amandine Fredon | France                            |
| 2022                | Sans filtre                                                   | Triangle of Sadness           | Ruben Östlund                         | Suède, Allemagne France, Danemark |
| 2022                | Rebel                                                         | -                             | Adil El Arbi and Bilall Fallah        | Belgique, Luxembourg France       |
| 2022                | Decision to Leave                                             | 헤어질 결심 Heeojil gyeolsim  | Park Chan-wook                        | Corée du Sud                      |
| 2022                | Cœurs vaillants                                               | -                             | Mona Achache                          | France                            |
| 2022                | Babysitter                                                    | -                             | Monia Chokri                          | Canada, France                    |
| 2022                | Icare                                                         | -                             | Carlo Vogele                          | Luxembourg, Belgique France       |
| 2022                | Murder Party                                                  | -                             | Nicolas Pleskof                       | France                            |